# Chevilly (Vaud)
Pour les articles homonymes, voir Chevilly.
Chevilly est une commune suisse du canton de Vaud, située dans le district de Morges.

## Géographie

### Hydrographie
Chevilly est limitée au Nord-Ouest par la Venoge qui marque la frontière avec Moiry et Ferreyres, au Sud-Est par le Veyron qui marque la frontière avec Dizy et La Sarraz, au Sud-Ouest par la Gèbre qui marque la frontière avec La Chaux.

### Population

#### Surnom
Les habitants de Chevilly sont surnommés les Fouette-Grenouilles, en référence à « ceux qui tapaient l'eau des étangs pour faire taire les bruyants amphibiens durant la nuit ». Ils partagent ce sobriquet avec les habitants de Denens, d'Essert-Pittet et de La Sarraz,.

## Personnalités liées à la commune
- Charles Gleyre (1806-1874) : Peintre